# Château de Grenade
Le château de Grenade est un château situé dans la commune de Saint-Selve, dans le département de la Gironde, en France.

## Historique
Dans un domaine au sud de la commune, en limite de Saint-Michel-de-Rieufret, le château a été bâti entre 1859 et 1862  par l'architecte bordelais Henri Duphot et son fils Abel, sur commande des propriétaires du domaine, l'homme politique Edmond de Carayon-Latour (1811-1887) et son épouse Henriette de Châteaubriand (1824-1903), nièce de l'écrivain. Le propriétaire désireux de faire édifier  « une construction d'un genre inconnu », entreprit un voyage en Angleterre avec l'architecte et son fils à la recherche de style nouveau. Henri Duphot s'inspira pour le château de Grenade des architectures de style Tudor, élisabéthaine et de leur revivals, où abondent les bow-windows, les grandes baies quadrillées de meneaux de pierres, de pignons chantournés, les de hautes cheminées groupant plusieurs conduits ou en tuyaux d'orgue.